# Atletica leggera ai II Giochi olimpici giovanili estivi - Salto in alto maschile
Ai II Giochi olimpici giovanili estivi, che si sono tenuti a Nanchino nel 2014, la competizione del salto in alto maschile si è svolta il 20 (qualificazioni) e il 23  agosto (finali) presso l'Olympic Sports Centre.

## L'eccellenza mondiale
| Primatista mondiale allievo      | 2,33 m | Javier Sotomayor |
| Campione olimpico giovanile 2010 | 2,19 m | Dmitry Kroytor   |
| Campione mondiale allievo 2013   | 2,20 m | Sanghyeok Woo    |

## Risultati

### Qualificazione
La gara di qualificazione si è disputata alle 18:40 di mercoledì 20 agosto 2014.

Si qualificano per la finale A gli 8 migliori atleti; i restanti 7 prendono parte alla finale B.
| Pos. | Nome                 | Nazionalità   | 1,90 | 1,95 | 1,99 | 2,03 | 2,07 | 2,10 | Misura | Note |
| ---- | -------------------- | ------------- | ---- | ---- | ---- | ---- | ---- | ---- | ------ | ---- |
| 1    | Danil Lysenko        | Russia        | o    | o    | o    | o    | o    | o    | 2,10 m | QA   |
| 2    | Oleksandr Barannikov | Ucraina       | o    | o    | o    | o    | xxo  | o    | 2,10 m | QA   |
| 3    | Jah-Nhai Perinchief  | Bermuda       | -    | o    | o    | xo   | xxo  | o    | 2,10 m | QA   |
| 4    | Yuji Hiramatsu       | Giappone      | -    | -    | o    | o    | o    | xo   | 2,10 m | QA   |
| 5    | Igor Kopala          | Polonia       | o    | o    | o    | xo   | o    | xxo  | 2,10 m | QA   |
| 6    | Lusahane Wilson      | Giamaica      | -    | o    | o    | o    | o    | xxx  | 2,07 m | QA   |
| 7    | Shemaiah James       | Australia     | -    | o    | o    | o    | xo   | xxx  | 2,07 m | QA   |
| 7    | Hichem Bouhanoun     | Algeria       | o    | o    | o    | o    | xo   | xxx  | 2,07 m | QA   |
| 9    | Alperen Acet         | Turchia       | o    | o    | o    | o    | xxo  | xxx  | 2,07 m | qB   |
| 10   | Aryan Zakerni        | Iran          | o    | o    | o    | xo   | xxx  |      | 2,03 m | qB   |
| 10   | Jaime Escobar        | Panama        | o    | o    | -    | xo   | xxx  |      | 2,03 m | qB   |
| 12   | Norshaife Mohd Shah  | Malaysia      | o    | o    | xo   | xxo  | xxx  |      | 2,03 m | qB   |
| 13   | Stefano Sottile      | Italia        | o    | o    | xxo  | xxo  | xxx  |      | 2,03 m | qB   |
| 14   | Yen-Hung Chen        | Taipei cinese | -    | xo   | o    | xxx  |      |      | 1,99 m | qB   |
| 15   | Danilo Cordoso       | Brasile       | o    | o    | xxx  |      |      |      | 1,95 m | qB   |

### Finale B
La finale B si è disputata alle 9:10 di sabato 23 agosto 2014.
| Pos. | Nome                | Nazionalità   | 1,94 | 1,98 | 2,02 | 2,05 | 2,08 | Misura | Note                                     |
| ---- | ------------------- | ------------- | ---- | ---- | ---- | ---- | ---- | ------ | ---------------------------------------- |
| 1    | Jaime Escobar       | Panama        | o    | o    | o    | o    | xxx  | 2,05 m | Miglior prestazione personale stagionale |
| 2    | Danilo Cardoso      | Brasile       | o    | o    | xxo  | xo   | xxx  | 2,05 m | Miglior prestazione personale            |
| 3    | Aryan Zakerani      | Iran          | xo   | o    | o    | xxo  | xxx  | 2,05 m |                                          |
| 4    | Yen-Hung Chen       | Taipei cinese | xo   | xo   | o    | xxx  |      | 2,02 m |                                          |
| 5    | Norshafie Mohd Shah | Malaysia      | o    | xxo  | xxo  | xxx  |      | 2,02 m |                                          |
| 6    | Stefano Sottile     | Italia        | xo   | xxo  | xxo  | xxx  |      | 2,02 m |                                          |
| -    | Alperen Acet        | Turchia       |      |      |      |      |      | dns    |                                          |

### Finale A
La finale B si è disputata alle 20:10 di sabato 23 agosto 2014.
| Pos.    | Nome                 | Nazionalità | 2,00 | 2,04 | 2,08 | 2,11 | 2,14 | 2,16 | 2,20 | 2,25 | Misura | Note                          |
| ------- | -------------------- | ----------- | ---- | ---- | ---- | ---- | ---- | ---- | ---- | ---- | ------ | ----------------------------- |
| Oro     | Danil Lysenko        | Russia      | o    | o    | o    | o    | o    | xo   | o    | xxx  | 2,20 m |                               |
| Argento | Yuji Hiramatsu       | Giappone    | o    | o    | o    | o    | o    | xxx  |      |      | 2,14 m |                               |
| Bronzo  | Shemaiah James       | Australia   | o    | o    | xo   | o    | o    | xxx  |      |      | 2,14 m | Miglior prestazione personale |
| 4       | Oleksandr Barannikov | Ucraina     | o    | o    | o    | xxo  | xo   | xxx  |      |      | 2,14 m |                               |
| 5       | Lusahane Wilson      | Giamaica    | o    | o    | o    | xxx  |      |      |      |      | 2,08 m | Miglior prestazione personale |
| 6       | Igor Kopala          | Polonia     | o    | o    | xxo  | -    | x-   | xx   |      |      | 2,08 m |                               |
| 7       | Hichem Bouhanoun     | Algeria     | xxo  | o    | xxo  | xxx  |      |      |      |      | 2,08 m |                               |
| 8       | Jah-Nhai Perinchief  | Bermuda     | o    | xxx  |      |      |      |      |      |      | 2,00 m |                               |